# Іван Сирник
Іван Сирник (1904—1972) — український громадський діяч в Канаді.

## Життєпис
Народився 1904 року в селі Етелберт, провінція Манітоба, Канада. Учитель народних шкіл, ректор Інституту імені Петра Могили в Саскатуні (1943—1947); провідний діяч Союзу Українців Самостійників (1950—1952 — його голова) і багаторічний редактор його органу «Український Голос» (з 1947) у Вінніпезі, генеральний секретар Комітету українців Канади (з 1948) і секретар Президії ПАУК (з 1955), член Секретаріату Світового Конгресу Вільних Українців (СКВУ); член консисторії Української греко-православної церкви в Канаді (з 1951). Помер 1972 року.